# Рисса
Рисса (норв. Rissa) — бывшая коммуна в губернии Сёр-Трёнделаг в Норвегии. Административный центр коммуны — город Рисса. Официальный язык коммуны — нейтральный. Население коммуны на 2007 год составляло 6366 чел. Площадь коммуны Рисса — 621,46 км², код-идентификатор — 1624.
Упразднена в 2018 году при создании коммуны Индре-Фосен.

## История населения коммуны
Население коммуны за последние 60 лет.

Статистика коммуны Рисса